# Жоан Тоскано
Жоан Карлос Тоскано Белтра́н (кат. Joan Carlos Toscano Beltrán; народився 14 серпня 1984; Андорра) — андоррський футболіст, нападник. Наразі виступає за клуб «Андорра» у Другій каталонській лізі (шостий рівень) та національну збірну Андорри. У складі збірної провів 19 матчів . Також на дорослому рівні виступав за команди «Прінсіпат», «Санта-Колома» та «Бінефар».

## Нагороди та досягнення
- Чемпіон Андорри (4): 2003—04, 2013—14, 2014—15, 2015—16
- Володар Кубка Андорри (3): 2004, 2006, 2007
- Володар Суперкубка Андорри (2): 2007, 2015
- Найкращий бомбардир Чемпіонату Андорри (1): 2006—07